# Milgram-eksperimentet
Milgram-eksperimentet er et berømt psykologisk eksperiment, der blev startet i juli 1961 og publiceret i 1963 i Journal of Abnormal & Social Psychology af socialpsykologen Stanley Milgram. Senere blev eksperimentet diskuteret mere uddybende i hans bog Obedience to Authority; An Experimental View.. Eksperimentet viste at et almindeligt menneskes lydighed overfor en autoritet er meget større end mennesket selv tror, i forhold til personens egen frie vilje og samvittighed. Eksperimentet blev gentaget i flere varianter med skiftende resultater, bl.a. faldt lydigheden markant hvis forsøgslederen ikke var til stede eller hvis forsøgslederen ikke var en autoritetsfigur (begge omkring 20%).

## Baggrunden
Milgram ønskede at undersøge hvordan eksistentielle forhold som orden, regler, normer, lydighed og pligtfølelse påvirker det enkelte menneskes valgfrihed, uafhængighed, samvittighed og eventuelt oprør mod en autoritet.

## Hensigten
Hensigten var at finde en forklaring på hvordan autoritære regimer, som for eksempel Nazi-Tyskland under 2. verdenskrig, kunne klare at få store dele af befolkningen til at godtage og at udføre grusomme handlinger imod andre mennesker, uden at de ville nægte eller gøre oprør.
Milgram stillede spørgsmålstegn ved, om det kunne tænkes at Adolf Eichmann og hans millioner medskyldige i holocaust bare fulgte ordrer og var bundet af lydighed til en autoritet med egne regler?.

## Udvælgelsen af forsøgspersoner
I det oprindelige eksperiment deltog 40 mænd af blandet profession i alderen 20 – 50 år. De var fra vidt forskellige samfundslag – fra personer uden uddannelse til professorer.. De blev fundet både via avisannoncer og direkte henvendelser. Forsøgspersonerne fik den besked, at de skulle deltage i et enkelt pædagogisk forsøg for at undersøge effekten af straf ved oplæring. De blev ydermere fortalt at de kunne afbryde eksperimentet på et hvilket som helst tidspunkt, og at de ville få 4,50 dollars (svarende til ca 35 kr i 2007) hvad enten de gennemførte eksperimentet eller ej. Der blev senere lavet de samme forsøg med kvinder.

## Eksperimentet
I eksperimentet deltog 3 personer: En forsøgsleder, en "lærer" og en "elev". Før forsøget startede blev der trukket lod om hvem der skulle være lærer, og hvem der skulle være elev. Lodtrækningen var imidlertid "fikset" således at forsøgspersonen altid blev lærer (det var to papirlapper som blev trukket, og på begge stod der lærer). Eleven var i virkeligheden en skuespiller. Forsøget blev ledet af en streng, "upåvirket" forsøgsleder iklædt tekniker-uniform. Læreren og eleven blev i det oprindelige forsøg anbragt i to forskellige rum med lydforbindelse imellem. Til eleven var der tilsyneladende fæstnet et sæt elektriske ledninger som læreren kunne kontrollere fra et panel. Læreren fik derefter udleveret en liste med to-stavelsesord som han skulle lære eleven. Efter at have læst en serie ord højt, skulle læreren læse første stavelse i ordet og eleven skulle fortsætte med den næste stavelse. Eleven fik fire alternative svar, og han skulle markere det korrekte svar ved at trykke på en knap der repræsenterede dette alternativ. Hvis eleven svarede forkert, skulle læreren tildele ham et elektrisk stød. I virkeligheden fik eleven ikke stød, men for at forsøgspersonen skulle tro at situationen var reel, fik han selv først et stød af laveste grad (45 volt) før forsøget begyndte. På panelet foran kunne læreren tilsyneladende ændre stødstyrken fra 45 til 450 volt. De øverste stødtrin var mærket "FARE – meget alvorlig stød!". "Læreren" fik besked på at give stød med højere styrke for hvert forkert svar som eleven gav. "Læreren" kunne under hele forsøget høre elevens "lidelser" når stødet blev givet. Hvis "læreren" tøvede med at gives stød under eksperimentet, opfordrede forsøgslederen verbalt til at han fortsatte i følgende rækkefølge:
- 1. "Vær sød at fortsætte" – (engelsk: "Please continue").
- 2. "Eksperimentet kræver at du fortsætter" – (engelsk: "The experiment requires that you continue").
- 3. "Det er meget vigtigt at du fortsætter" – (engelsk: "It is absolutely essential that you continue").
- 4. "Du har intet valg, du skal fortsætte" – (engelsk: "You have no other choice, you must go on").

Hvis forsøgspersonen nægtede at fortsætte forsøget før eller efter de fire opfordringer, blev forsøget afbrudt. Ellers blev forsøget afbrudt efter tre "stød" på højeste styrke.

## Forventet resultat
Før forsøget sluttede spurgte Milgram 14 af Yale-universitetets psykologi-professorer om hvad de forventede af eksperimentet. Samtlige mente at kun nogle få sadister (gennemsnitteligt 1,2%) ville være villige til at tildele maksimal strømstyrke.

## Resultatet
Forsøget viste at hele 65% (26 af 40) af forsøgspersonerne var villige til at adlyde opfordringen om højeste strømstyrke, på trods af at "eleven" åbenbart var stærkt lidende og bad om nåde, og at de vidste at de havde friheden til at afbryde. Ingen af forsøgspersonerne afbrød forsøget før 300 volt. Ingen af forsøgspersonerne insisterede på at undersøge eller snakke med "offeret" efter forsøget. Milgram lavede dokumentarfilmen Obedience der viste eksperimentet og dets resultater.

## Film
Forsøget er lavet i flere lande. Det danske forsøg foretaget på Danmarks lærerhøjskole i 70erne blev filmatiseret og vist i Danmarks Radios tv i 1978 under titlen Lydighedens Dilemma, tilrettelagt af blandt andre Poul Martinsen.

## Ekstern henvisning
- Lydighedens Dilemma i uddrag online på Danmarks Radios Bonanza